# José Carreira Marques
José Manuel da Costa Carreira Marques (Falagueira, Amadora, 25 de Agosto de 1943 - Évora, 6 de Agosto de 2021), foi um político português.

## Biografia

### Nascimento e formação
Nasceu na Falagueira, no concelho da Amadora, em 25 de Agosto de 1943.

### Carreira política e profissional
Fixou-se em Beja aos quinze anos, tendo permanecido naquela cidade alentejana durante o resto da sua vida. Serviu em Angola, durante a Guerra Colonial.
Tornou-se militante do Partido Comunista Português em 1974, tendo sido deputado por aquele partido na Assembleia Constituinte, e depois na Assembleia da República Portuguesa, entre 1976 e 1982, eleito pelo Círculo de Beja. Durante a sua permanência na Assembleia da República, integrou a comissão parlamentar portuguesa no Conselho da Europa. Foi eleito como presidente da Câmara Municipal de Beja em 1982, posição que ocupou entre Janeiro de 1983 e Outubro de 2005, em sucessivas coligações lideradas pelo Partido Comunista Português. Carreira Marques foi considerado como uma das principais figuras do Movimento da Renovação Comunista na região do Alentejo. No seu último mandato, esteve envolvido numa polémica, quando a Câmara Municipal de Beja acusou o jornalista Paulo Barriga da prática de um crime de ofensa devido a um texto que publicou na edição de 8 de Março de 2004 do jornal Diário do Alentejo, criticando a conduta do executivo do Partido Comunista Português naquela autarquia. Em 2007, Paulo Barriga foi absolvido da acusação de crime, tendo o juiz Vítor Maneta considerado que este tinha apenas dado um «traço de criatividade, caricatura e humor» sobre a situação política em Beja, tendo igualmente recordado que a liberdade de expressão está expressa na constituição portuguesa. Durante o julgamento foi ouvida Madalena Palma, que então era companheira de Carreira Marques e uma das principais atingidas pelo artigo de Paulo Barriga, cujo depoimento fez «referência a factos que podem consubstanciar a prática por parte do executivo camarário, nos anos 2000 a 2004, de crimes, eventualmente abuso de poder, favorecimento pessoal e falsificação de documentos», motivo pelo qual foi enviado para o Ministério Público, no sentido de se iniciar um inquérito.
Entre Setembro de 2009 e Outubro de 2010, ocupou a posição de presidente da administração e de director executivo do Conservatório Regional do Baixo Alentejo, em Beja. Também foi presidente do Conselho Fiscal da Associação Nacional dos Municípios Portugueses, entre 1986 e 1989, e da Assembleia Distrital de Beja. Fez igualmente parte do Conselho Geral da Empresa de Desenvolvimento do Aeroporto de Beja e da Comissão de Acompanhamento Ambiental das Infra-estruturas de Alqueva. A sua profissão principal foi como técnico de contas. Escreveu para os jornais Diário do Alentejo e O Camponês e para a revista Mais Alentejo, e deixou colaboração em várias emissoras de rádio locais, como a Rádio Voz da Planície e o Rádio Pax. Em 2001 publicou a obra Crónicas de Ocasião e o livro de poesia (In)certos Instantes. Em 2005 editou um outro livro de poesia, O Sol Incendiado.

### Falecimento e homenagens
Faleceu na madrugada do dia 6 de Agosto de 2021, aos 77 anos de idade, devido a uma paragem cardiorrespiratória. Estava internado no Hospital do Espírito Santo, em Évora há cerca de uma semana, devido a problemas de diabetes e renais. O féretro ficou em câmara ardente em Beja, e no dia seguinte foi cremado em Ferreira do Alentejo, tendo o cortejo fúnebre passado pelo edifício dos Paços do Concelho de Beja, na Praça da República.
Na sequência do seu falecimento, a Câmara Municipal de Beja decretou três dias de luto municipal. A autarquia emitiu uma mensagem de pesar, onde destacou o seu «enorme contributo» para o «desenvolvimento económico, cultural, social e desportivo de Beja», enquanto que a Direcção da Organização de Beja do Partido Comunista Português publicou um comunicado onde realçou o seu «enorme contributo e empenho nas diferentes tarefas e responsabilidades que teve ao longo da sua vida, tendo-o classificado como um «homem de Abril e de cultura ao serviço do município e da região». A Federação do Baixo Alentejo do Partido Socialista também enviou uma mensagem de pesar, onde enalteceu José Carreira Marques como «uma figura incontornável da vida pública e do poder local na região, devendo o seu trabalho e memória ser reconhecidos democraticamente».

## Obras publicadas
- Crónicas de Ocasião (2001)
- (In)certos Instantes (2001)
- Sol Incendiado (2005)
- Cristal da Pele: poemas por dentro das mãos (2008)